# The Delfonics
I Delfonics sono un gruppo pioniere del Philadelphia soul, molto popolare dagli anni sessanta agli anni settanta. Tra le loro canzoni di maggior successo, La-La (Means I Love You), Didn't I (Blow Your Mind This Time), Break Your Promise, I'm Sorry e Ready or Not Here I Come (Can't Hide from Love), tutte scritte dal cantautore e produttore discografico Thom Bell con William Hart, fondatore nonché prima voce del gruppo.
I loro brani sono stati ripresi da numerosi artisti, tra cui Aretha Franklin, The Jackson 5, Patti LaBelle, New Kids on the Block, Todd Rundgren, Prince, Swing Out Sister, i Manhattan Transfer e, in Italia, da Mina.
Nella colonna sonora di Jackie Brown, diretto da  Quentin Tarantino, sono state utilizzate due loro canzoni (La-La (Means I Love You) e Didn't I Blow Your Mind), essenziali nella trama per scoprire la relazione tra Jackie e Max Cherry.

## L'esordio e gli anni del grande successo
Negli anni sessanta, i fratelli William e Wilbert Hart, insieme con Samuel Edlightoon, Ritchie Daniels, Merfhab Isvardsoon e Randy Cain, tutti studenti della Overbrook High School, costituirono la prima formazione dei Delfonics. Nel 1967, il gruppo riuscì a incidere il primo disco, He Don't Really Love You, per la piccola etichetta Moonshot. L'anno successivo Daniels dovette lasciare il gruppo per il servizio militare e, a distanza di poche settimane, anche Edlightoon e Merfhab abbandonarono la formazione. In quel periodo Stan Watson, loro produttore, volle presentarli al giovane Thom Bell che stava realizzando delle incisioni con Chubby Checker; Bell li invitò a registrare un disco con la Cameo, You've Been Untrue, che ebbe un discreto successo e, subito dopo, produsse il loro primo album, che uscì su etichetta Philly Groove, di proprietà dello stesso Watson. L'album conteneva La-La (Means I Love You), che ebbe subito un enorme successo come singolo e riuscì a ottenere il disco d'oro avendo raggiunto il milione di copie vendute. L'album era stato prodotto con un bassissimo budget: mancando persino i soldi per pagare i turnisti, gli archi furono suonati dallo stesso Thom Bell.
Anche il successivo 45 giri, Didn't I (Blow Your Mind This Time) superò il milione di copie vendute e nel marzo 1970 il gruppo ricevette il secondo disco d'oro.
In pochi anni i Delfonics realizzarono altri quattro album sotto la produzione di Bell: The Sound of Sexy Soul, The Delfonics Super Hits, The Delfonics e Tell Me This Is a Dream.
Nel 1971 Randy Cain uscì dal gruppo per formare i Blue Magic e fu rimpiazzato da Major Harris; da allora, tuttavia, Thom Bell abbandonò la loro produzione per dedicarsi ad altri due gruppi plasmati sullo stesso stile, The Stylistics e The Spinners. I Delfonics uscirono con un altro album, Alive & Kicking, prodotto da Stan Watson, ma l'assenza di Bell incise negativamente sul risultato artistico del gruppo e la loro carriera cominciò a declinare. Con l'eccezione di Hey Love e di altri successi minori (When You Get Right Down to It, I Don't Want To Make You Wait, I Told You So), i Delfonics non riuscirono più a rientrare nelle classifiche. Da questo punto la maggior parte delle canzoni fu scritta dallo stesso leader del gruppo, William Hart.

## Scioglimento
Allo scioglimento del gruppo, avvenuto nel 1975, Major Harris e Wilbert Hart formarono un nuovo gruppo con Frank Washington, ex componente dei Futures (Major Harris incise anche come solista Love Won't Let Me Wait, che ebbe un discreto successo commerciale). Il resto del gruppo seguì William Hart con l'ingresso di nuovi membri. Negli anni ottanta le formazioni divennero molto fluide e confuse, con scambi di personale in sala di incisione e anche durante i tour, per cui mentre ad incidere i dischi erano William Hart, Major Harris e Frank Washington, per gli spettacoli il gruppo si divideva in due, formando due gruppi di tre persone con l'aggiunta di ulteriore personale.
Verso la fine degli anni novanta si è ricostituito un gruppo formato da William Hart, Johnny Johnson e Garfield Fleming, che ha inciso come Delfonics, mentre Major Harris, Frank Washington e Pat Palmer hanno dato vita a un altro trio. Il primo trio ha pubblicato i DVD The Big Show e 70's Soul Jam, mentre il gruppo formato da Wilbert Hart, Greg Hill e Joe Branch ha realizzato, sempre su DVD, Old School Soul Party Live!

## Anni 2000
Nel 2006 è stato pubblicato l'album Best of Delfonics, con reincisioni dei vecchi successi eseguite da William Hart, Johnny Johnson e Major Harris. Johnson ha lasciato il gruppo subito dopo e attualmente William suona con due nuovi musicisti. Frank Washington  nel 2003 si è unito agli Spinners e il gruppo formato da Major Harris, Pat Palmer e Johnney Smalls continua l'attività.
Anche Wilbert Hart continua a suonare con Greg Hill e Joe Branch, con un gruppo che si fa chiamare "The Delphonics", "The New Delfonics" o talvolta semplicemente "Wilbert Hart". Un loro CD, pubblicato nel 2005, è uscito come "Fonic Zone".

## Formazione
- William Hart (17 gennaio 1945, Washington D.C. - 14 luglio 2022, Philadelphia, Pennsylvania)
- Wilbert Hart (19 ottobre 1947, Philadelphia)
- Randy Cain (2 maggio 1945, Philadelphia - 9 aprile 2009, Maple Shade Township, New Jersey) (fino al 1971).
- Major Harris III (9 febbraio 1947, Richmond, Virginia - 9 novembre 2012, Richmond) (dal 1971 al 1974)

## Discografia

### Album studio
| Anno | Album                                | Etichetta     |
| ---- | ------------------------------------ | ------------- |
| 1968 | La La Means I Love You               | Philly Groove |
| 1969 | The Sound of Sexy Soul               | Philly Groove |
| 1970 | The Delfonics                        | Philly Groove |
| 1972 | Tell Me This Is a Dream              | Philly Groove |
| 1974 | Alive & Kicking                      | Philly Groove |
| 1999 | Forever New                          | Volt          |
| 2013 | Adrian Younge Presents the Delfonics | Volt          |

### Compilation
| Anno | Album                                             | Etichetta     |
| ---- | ------------------------------------------------- | ------------- |
| 1969 | Super Hits                                        | Philly Groove |
| 1997 | La-La Means I Love You: The Definitive Collection | Arista        |
| 2003 | Platinum & Gold Collection                        | Arista        |
| 2005 | Love Songs                                        | Legacy        |

### Singoli
| Anno | Singolo                                                  |
| ---- | -------------------------------------------------------- |
| 1966 | He Don't Really Love You                                 |
| 1967 | You've Been Untrue                                       |
| 1968 | La-La (Means I Love You)                                 |
| 1968 | I'm Sorry                                                |
| 1968 | He Don't Really Love You (re-release)                    |
| 1968 | Break Your Promise                                       |
| 1968 | Ready or Not Here I Come (Can't Hide from Love) (A-side) |
| 1969 | Somebody Loves You (B-side)                              |
| 1969 | Funny Feeling                                            |
| 1969 | You Got Yours and I'll Get Mine                          |
| 1970 | Didn't I (Blow Your Mind This Time)                      |
| 1970 | Trying to Make a Fool of Me                              |
| 1970 | When You Get Right Down to It                            |
| 1971 | Hey! Love (A-side)                                       |
| 1971 | Over and Over (B-side)                                   |
| 1971 | Walk Right Up to the Sun                                 |
| 1972 | Tell Me This Is a Dream                                  |
| 1973 | Think It Over                                            |
| 1973 | I Don't Want to Make You Wait                            |
| 1973 | Alfie                                                    |
| 1974 | I Told You So                                            |
| 1974 | Lying to Myself                                          |